# Auriac-l'Église
Auriac-l'Église is een gemeente in het Franse departement Cantal (regio Auvergne-Rhône-Alpes) en telt 209 inwoners (1999). De plaats maakt deel uit van het arrondissement Saint-Flour.

## Geografie
De oppervlakte van Auriac-l'Église bedraagt 19,1 km², de bevolkingsdichtheid is 10,9 inwoners per km².
De onderstaande kaart toont de ligging van Auriac-l'Église met de belangrijkste infrastructuur en aangrenzende gemeenten.

## Demografie
Onderstaande figuur toont het verloop van het inwonertal (bron: INSEE-tellingen).
Vanwege een beveiligingsprobleem met de MediaWiki Graph-software is het momenteel niet mogelijk deze grafiek weer te geven. Zodra de software is bijgewerkt zal de grafiek vanzelf weer zichtbaar worden.

## Externe links

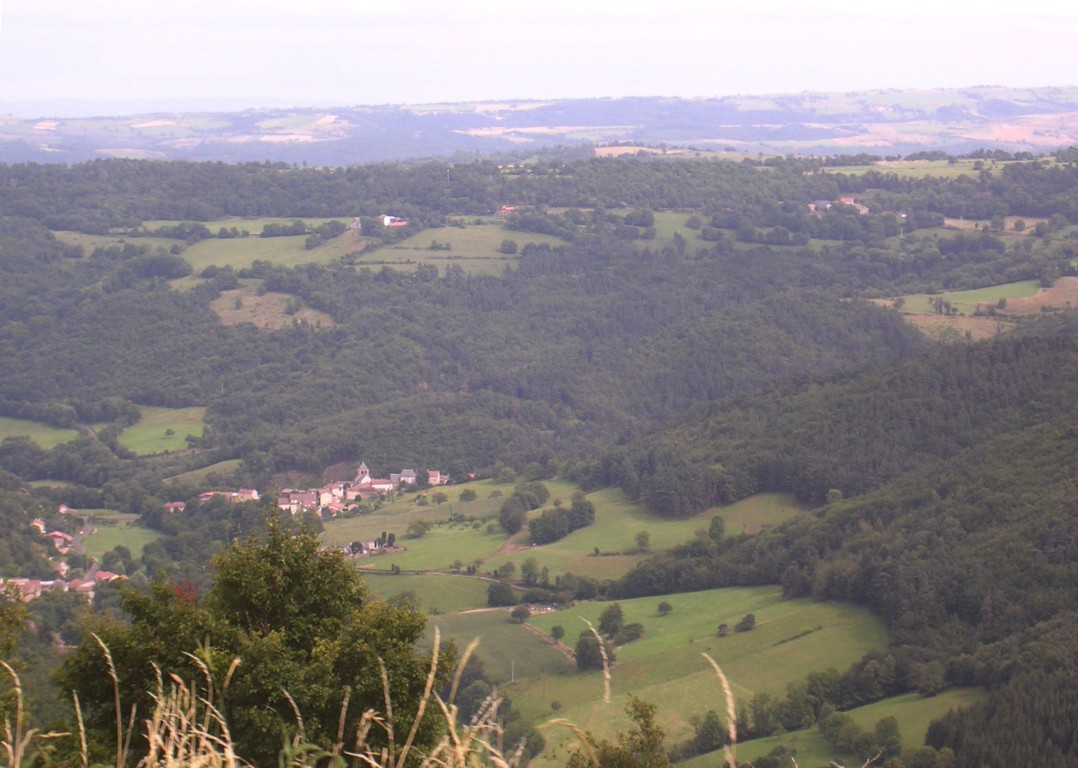
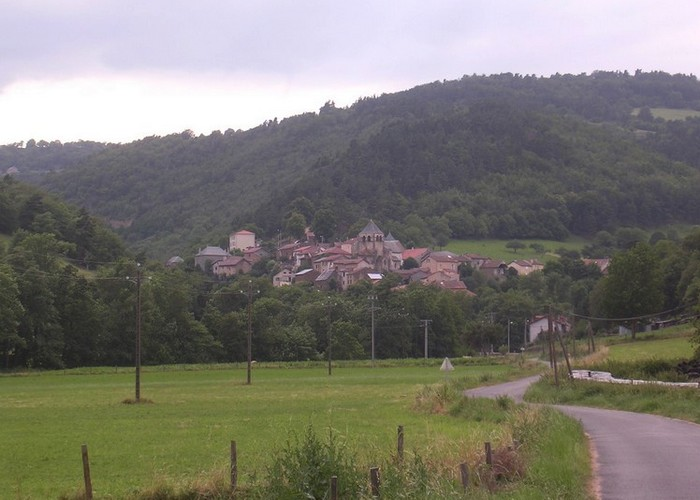
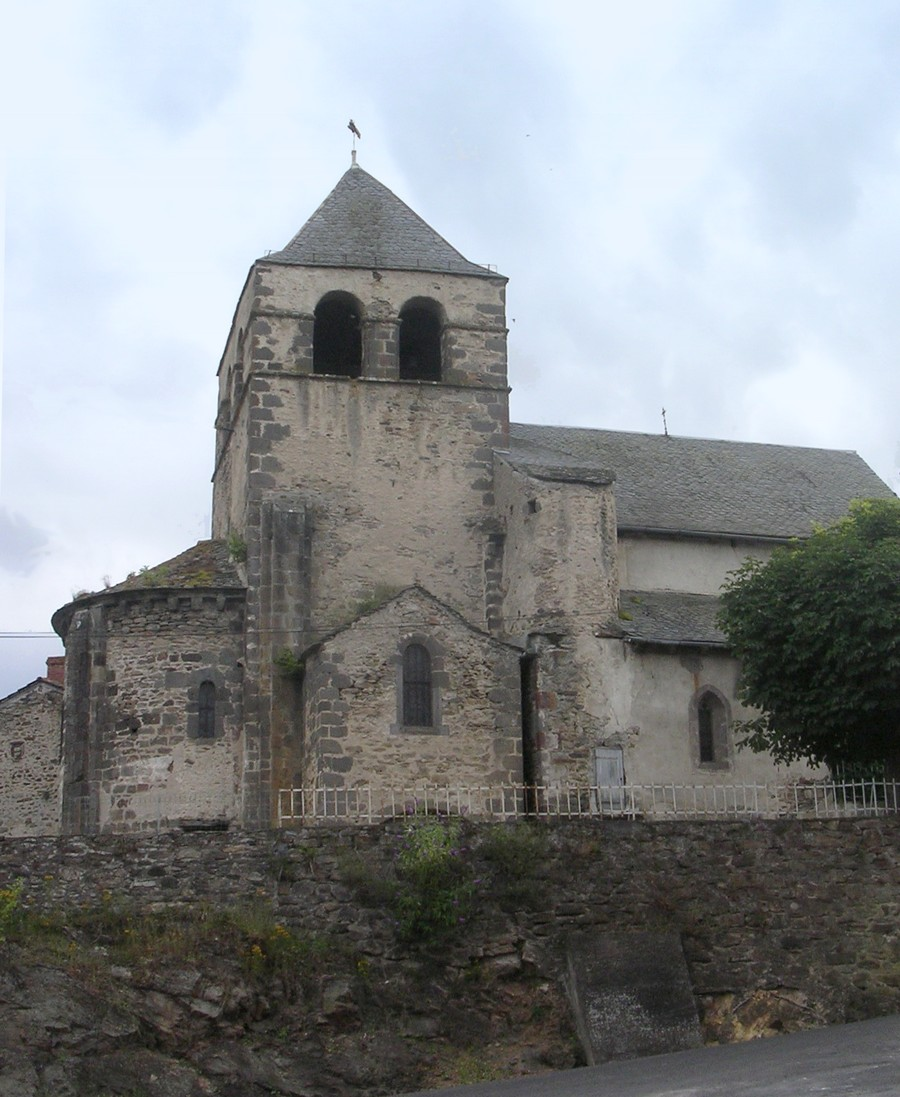
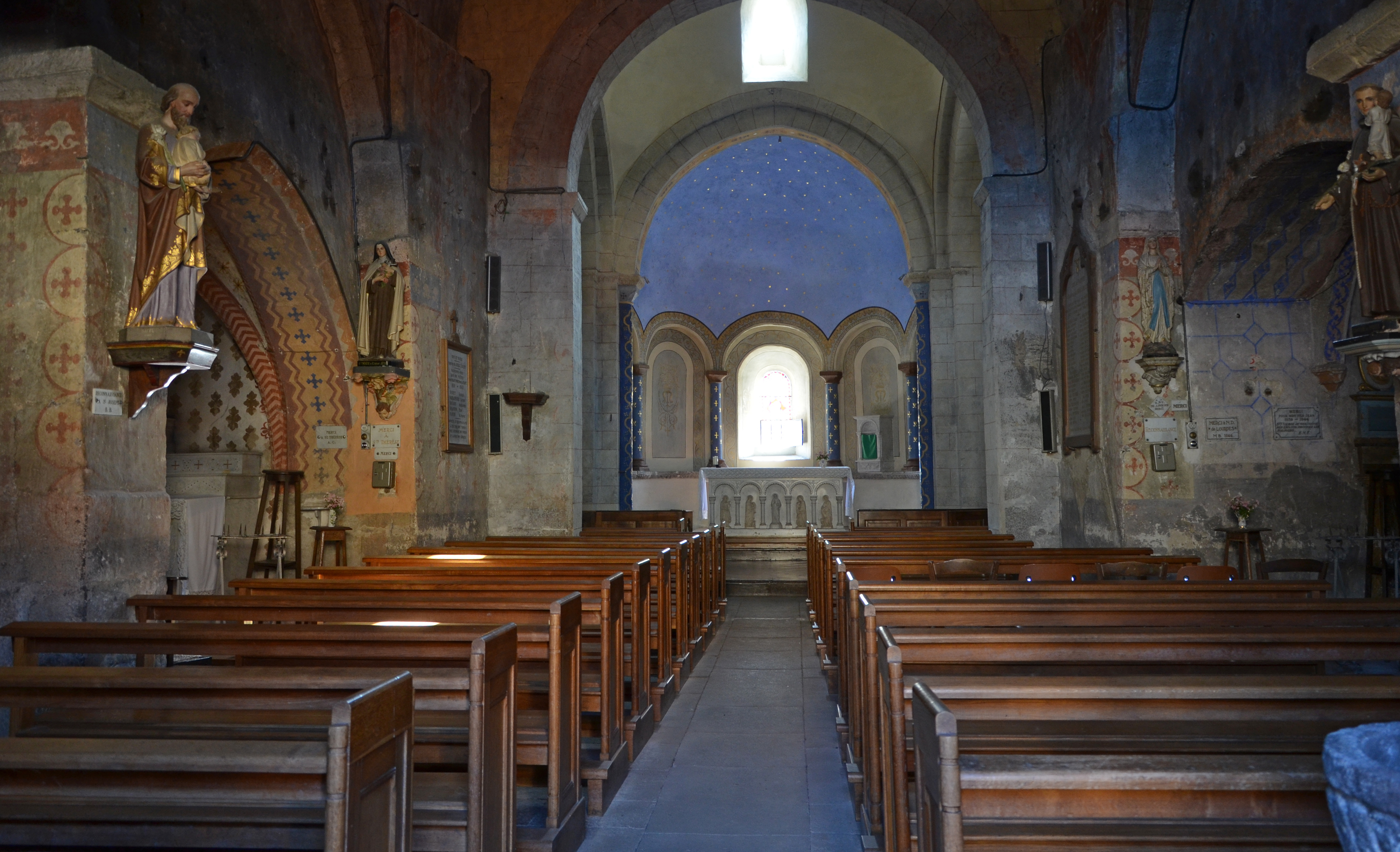
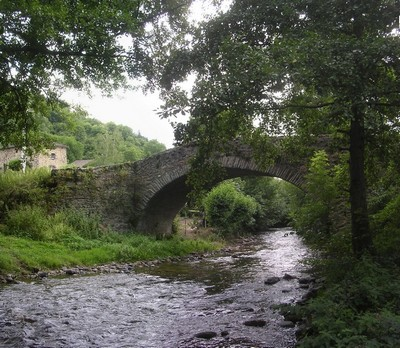